# Municipio Vecchio (Gotha)
Il Municipio Vecchio (in tedesco Altes Rathaus) è un edificio di Gotha, lo storico municipio della città. A causa del suo colore rosso della facciata, l'edificio è anche ufficiosamente chiamato Rotes Rathaus (municipio rosso).

## Architettura
L'edificio è in stile rinascimentale ed è stato rinnovato alla fine del XIX secolo e risente dell'influenza del neorinascimento. Il portale sul lato nord, creato intorno al 1850 nel corso di un rinnovamento dell'edificio, è decorato con i ritratti dei duchi Ernestini, l'ingresso sul lato ovest mostra lo stemma dello stato. 
L'edificio ha una torre alta 35 metri, accessibile da una piattaforma panoramica, a partire dalla ristrutturazione nel 1997. 
All'interno dell'edificio, sono raffigurati tutti i precedenti sindaci della città dal tempo del nazionalsocialismo fino ad oggi, con singoli ritratti. Nell'ex sala consiliare c'è un bassorilievo dell'elettore Giovanni Federico I.

## Storia
L'edificio fu costruito nel 1567-1577 secondo il progetto dei costruttori Caspar Mans, Christoph Goetze e Nicolaus Rausch al posto di una costruzione precedente in legno. Inizialmente serviva da magazzino della città. Dal 1640 al 1646 fu la dimora del primo duca di Sassonia-Gotha-Altenburg, Ernsto I, fino a quando non si trasferì nel Palazzo Friedenstein, che fu costruito per suo volere. Dopo l'incendio della città, nel 1665, la ricostruzione e la conversione del municipio avvennero sotto il capomastro Rudolphi. La grande sala consiliare al secondo piano fu creata nel 1852. 
Nel 1897-1898 l'interno e la facciata dell'edificio furono riprogettati nello stile del Neorinascimento. L'edificio è sopravvissuto alla seconda guerra mondiale e agli attacchi aerei su Gotha, rimanendo in gran parte integro. Nel 1994-1998 è stato eseguito un rinnovamento fondamentale dell'edificio. Oggi ospita l'ufficio del sindaco e alcuni uffici dell'amministrazione comunale. L'ex Schlosshotel Gotha in Ekhofplatz 24 funge da Municipio Nuovo e sede della maggior parte dell'amministrazione cittadina.